# 品詞転換
品詞転換（ひんしてんかん）とは、語の形態が変化せずに別の品詞に変化（派生）すること。造語法の一種である。ゼロ接辞による派生と見てゼロ派生とも呼ぶ。
例として、英語には、名詞・動詞・形容詞相互の品詞転換が多数ある。ただし複音節語ではアクセントの変化を伴う場合もあり、この変化は超分節接辞と呼ばれる。
動詞は活用語尾など特有の形態を持つ言語が多いため、英語のように他の品詞から動詞への品詞転換を行う言語は比較的少ない。
日本語では、名詞から副詞に転換した「幸い」「偶然」などが挙げられる。